# Changes (sastav)
Changes je američki neofolk-sastav. Sastav su osnovali 1969. rođaci Robert N. Taylor i Nicholas Tesluk. Članovi sastava su se u više navrata mijenjali, a sastav je imao nekoliko prekida u radu. Sastav se često smatra pretečom neofolka.

## Povijest
Sastav je osnovan kao duet Taylora i Tesluka koji su zajedno nastupali na malim koncertima, po kafićima i klubovima Chicaga. Kasnije nastupaju po festivalima folk glazbe i sveučilišnim centrima. Tijekom 1973. Taylor se seli u Novi Meksiko, zbog čega sastav prestaje s radom godinu dana.
Nakon povratka u Chicago sastavu se pridružila Taylorova supruga Karen kao vokalistica. Sastav je povremeno nastupao tijekom sedamdesetih, ali nije objavio ni jedan album. Tesluk se 1977. seli u Colorado nakon čega sastav još jednom prestaje s radom.
Američki novinar i glazbenik Michael J. Moynihan 1994. se zainteresirao za rad sastava te on inicira ponovna snimanja ranije snimljenih test snimaka sastava. Njegovim angažiranjem je poslije 18 godina ponovo formiran sastav.
Godine 1995. objavljuju svoj prvi album Fire Of Life, poslije kojeg 1998. izlazi album Legends na kojem su sve pjesme bazirane na zapletima raznih legendi iz tradicije europskih naroda.
Tijekom studenog 2005. sastav je imao turneju po šest europskih gradova pod nazivom The Men Among the Ruins Tour.
Tijekom 2005. članovi sastava su se upoznali s njemačkim glazbenikom Axelom Frankom iz sastava Werkraum, s kojim su zajedno objavili album Kristalle.
Peti album Lament objavljen je u veljači 2010. Za inspiraciju pronalazi životna iskustva članova i sastava koji su imali razvod braka.

## Diskografija
| Godina | Naziv                | Format                |
| ------ | -------------------- | --------------------- |
| 1995.  | Fire Of Life         | 7", 2 numere          |
| 1996.  | Fire Of Life         | CD                    |
| 1998.  | Legends              | CD                    |
| 2001.  | Fire Of Life         | CD, LP                |
| 2001.  | Orphan In The Storm  | CD, LP                |
| 2001.  | Time                 | 10"                   |
| 2004.  | Hero Takes His Stand | 2xLP, snimak koncerta |
| 2005.  | Twilight             | 7"                    |
| 2005.  | Untitled             | CD, koautori          |
| 2006.  | Men Among the Ruins  | CD, koautori          |
| 2006.  | A Ripple in Time     | LP                    |
| 2007.  | Legends              | LP                    |
| 2010.  | Lament               | CD                    |

Singlovi
- Miel Noir & Changes – Defiance, 2022.